# Max Kloss
Max Kloss (ur. 16 maja 1873 w Dreźnie, zm. 11 sierpnia 1961 w Berlinie) – niemiecki inżynier mechanik i nauczyciel uniwersytecki.

## Życiorys
Podczas swojej nauki był członkiem Sängerschaft (niemiecki rodzaj chóru i teatru) Erato Dresden.

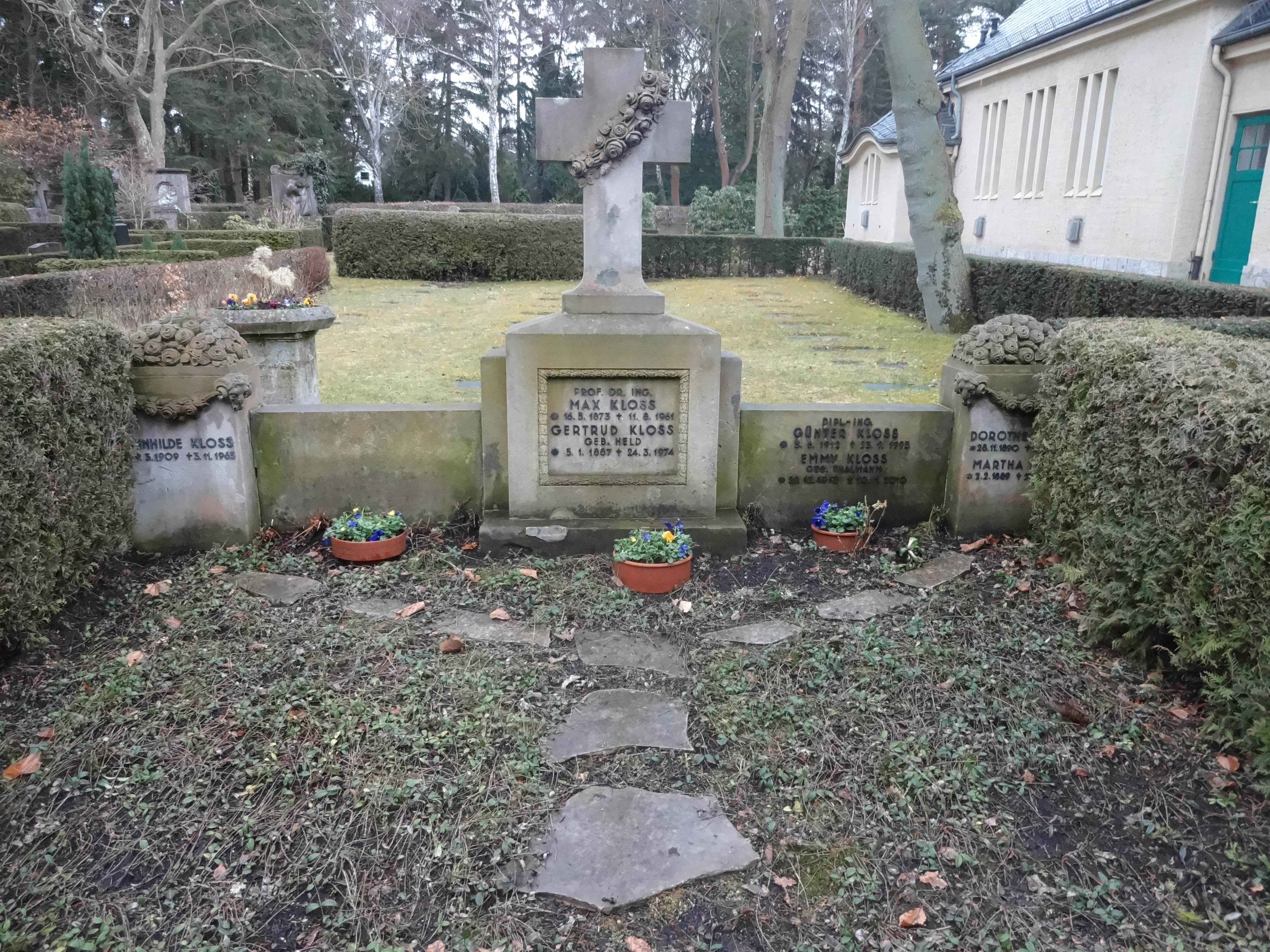
Grobowiec Maxa Klossa

Jego grób znajduje się na protestanckim cmentarzu Nikolassee.

## Kariera naukowa
Studiował na Uniwersytecie Technicznym w Dreźnie, na którym też uzyskał tytuł doktora.
Od 1 listopada 1911 do 1938 był profesorem Maszyn Elektrycznych na Wydziale Inżynierii Mechanicznej (od roku 1922 zmieniono nazwę na maszynerię przemysłową, a w 1928 roku na Wydział Inżynierii Mechanicznej i Energetycznej) w Królewskiej Wyższej Szkole Technicznej (od roku 1919 zmieniono nazwę na Uniwersytet Techniczny w Berlinie).
W roku akademickim 1914/1915 Kloss służył jako dziekan Wydziału Inżynierii Mechanicznej, a podczas wojny w roku 1916/1917 jako rektor (wicerektorem był George Henry de Thierry).
Po przejściu na emeryturę w roku 1938, został honorowym absolwentem Uniwersytetu Technicznego w Berlinie. W roku 1950 nadano akademicki tytuł honorowy.

## Wzór Klossa
W postaci uproszczonej przedstawia się go jako: {\displaystyle {\frac {M}{M_{kr}}}={\frac {2}{{\frac {s_{k}}{s}}+{\frac {s}{s_{k}}}}}.}
Ma zastosowanie w obliczeniach związanymi z silnikami indukcyjnymi.
Powiązane zależności to
- przeciążalność momentem {\displaystyle p_{m}={\frac {M_{kr}}{M}},}
- poślizg {\displaystyle s=s_{k}{\Big (}p_{m}-{\sqrt[{}]{{p_{m}}^{2}-1}}{\Big )},}
- poślizg krytyczny {\displaystyle s_{k}=s{\Big (}p_{m}+{\sqrt[{}]{{p_{m}}^{2}-1}}{\Big )}.}

## Literatura
- Max Kloss: Analytisch-graphisches Verfahren zur Bestimmung der Durchbiegung zwei- und dreifach gestützter Träger. Mit besonderer Berücksichtigung von Drehstrommotorenwellen, Von der Technischen Hochschule Dresden zur Erlangung der Würde eines Doktor-Ingenieurs genehmigte Dissertation, Polytechnische Buchhandlung A. Seydel, Berlin 1902.
- Max Kloss: Analytisch-graphisches Verfahren zur Bestimmung der Durchbiegung zwei- und dreifach gestützter Träger, In: Dinglers Polytechnisches Journal. 318, Nr. 10, Berlin, 7. März 1903, S. 145–149.
- H. Rothert: Max Kloss. In: Elektrotechnische Zeitschrift Ausgabe A. 74, Nr. 10, 11. Mai 1953, S. 306–307.
- H. Rothert: M. Kloss †. In: Elektrotechnische Zeitschrift Ausgabe A. 82, Nr. 24, 20. November 1961, S. 806.
- Kloss, Max (1873–1961). In: Lexikon der Elektrotechniker, 2., überarbeitete und ergänzte Auflage, VDE Verlag GmbH, Berlin Offenbach 2010, ISBN 978-3-8007-2903-6, S. 232.